# Tartane (bateau)
Pour les articles homonymes, voir Tartane.
La tartane est un bateau à voile caractéristique de la Méditerranée. Le nom aurait pour origine le mot arabe taridah signifiant « vaisseau ». Utilisée à tous les usages, la tartane navigua partout et plus généralement dans le bassin occidental. Transporteur de fret populaire, elle ne disparut que dans le premier quart du XXe siècle.

## Historique
En Provence, les tartanes servent à la pêche, mais aussi au transport de tuiles et « malons », plus spécialement entre l'Estaque (les tuileries de Saint-Henri) et le Vieux-Port de Marseille. Elles sont utilisées également en Italie et en Afrique du nord.
La tartane est un bâtiment latin à un arbre (mât) implanté droit au milieu de la coque. Il est généralement à pible (fait d'une seule pièce), portant une voile latine appelée « mestre » et un foc appelé « polacre ». Jusqu’au milieu du XVIIIe siècle on peut cependant voir des tartanes avec deux arbres avec un trinquet très incliné vers l’avant. Le modèle disparait ensuite, laissant la place au « navicello ».
La coque de la tartane est très ronde et pointue aux deux extrémités, la voilure, avec un seul arbre, exige peu de personnes et l’ensemble correspond à un modèle de référence économique, d’où sa longévité. Les dimensions moyennes d'une tartane sont de 14 à 25 m de long (pour les plus grandes) sur 5,5 à 6 m de large. Ces grandes tartanes jaugent 100 tonneaux d’après le commandant Hennique qui les observe en grand nombre sur les côtes tunisiennes vers 1880.
La longévité du navire permet d’observer les dernières évolutions du gréement latin jusqu’au début du XXe siècle. Pour se débarrasser des conditions imposées par leur grande antenne (plus de 20 m sur les plus grandes), certaines unités reçoivent un gréement carré à deux étages de voiles et à pible, l’artimon restant parfois latin. Les Italiens appellent martingana les tartanes à voiles carrées qu’ils arment à cette époque.
Les tartanes disparaissent peu après la Première Guerre mondiale avec la généralisation des transports routiers et ferrés. Il n'existe à l'heure actuelle qu'une seule tartane en état de naviguer : La Flâneuse, lancée en 1991 et que l’on peut voir au port du Prado à Marseille.

## Les tartanes dans des images de son temps
Jean Jouve dans l'album «Dessins de tous leur Bâtiments qui Naviguent sud la Méditerranée») de 1679, montre ces quatre images de Tartanes d'un seul mât:

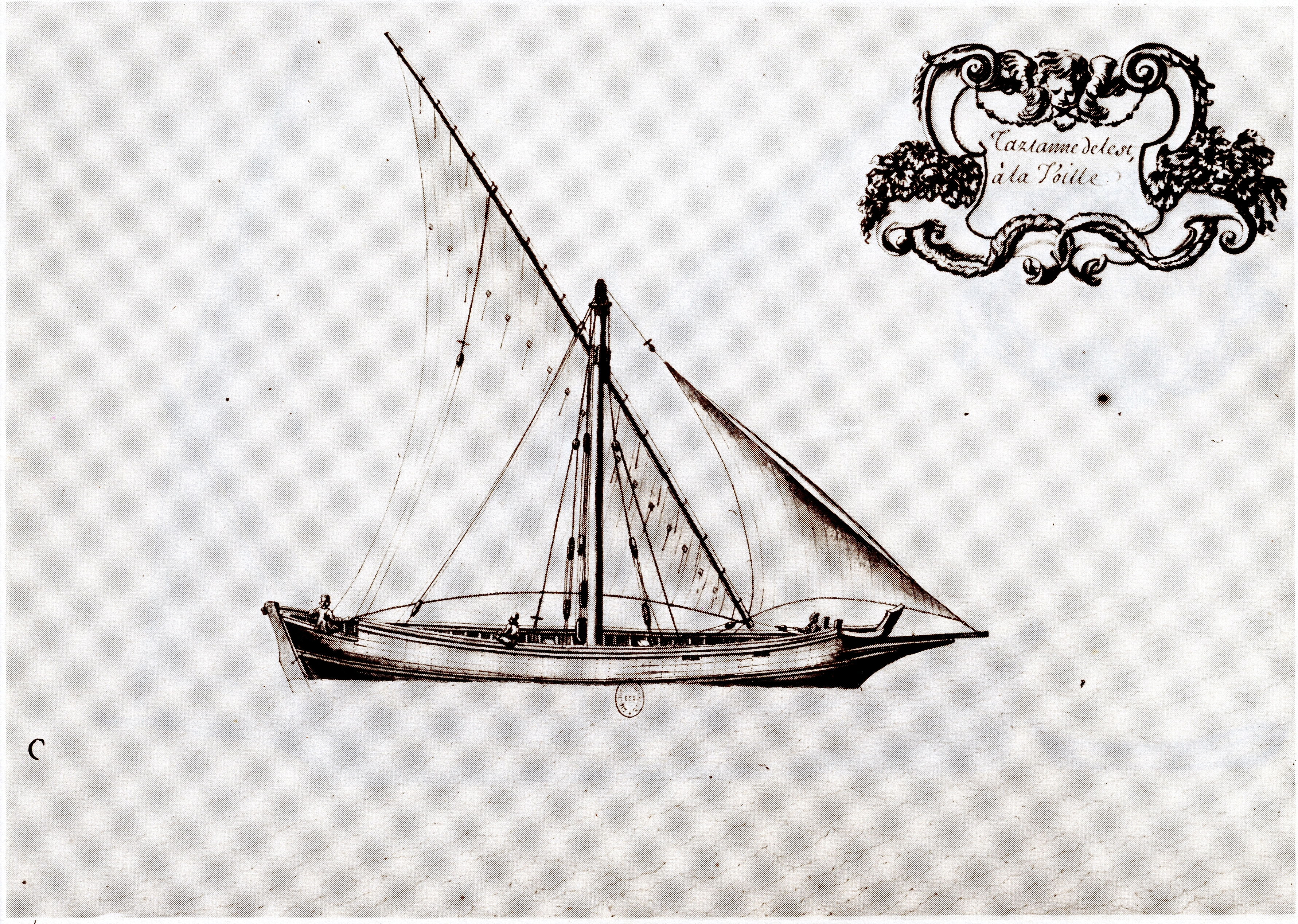
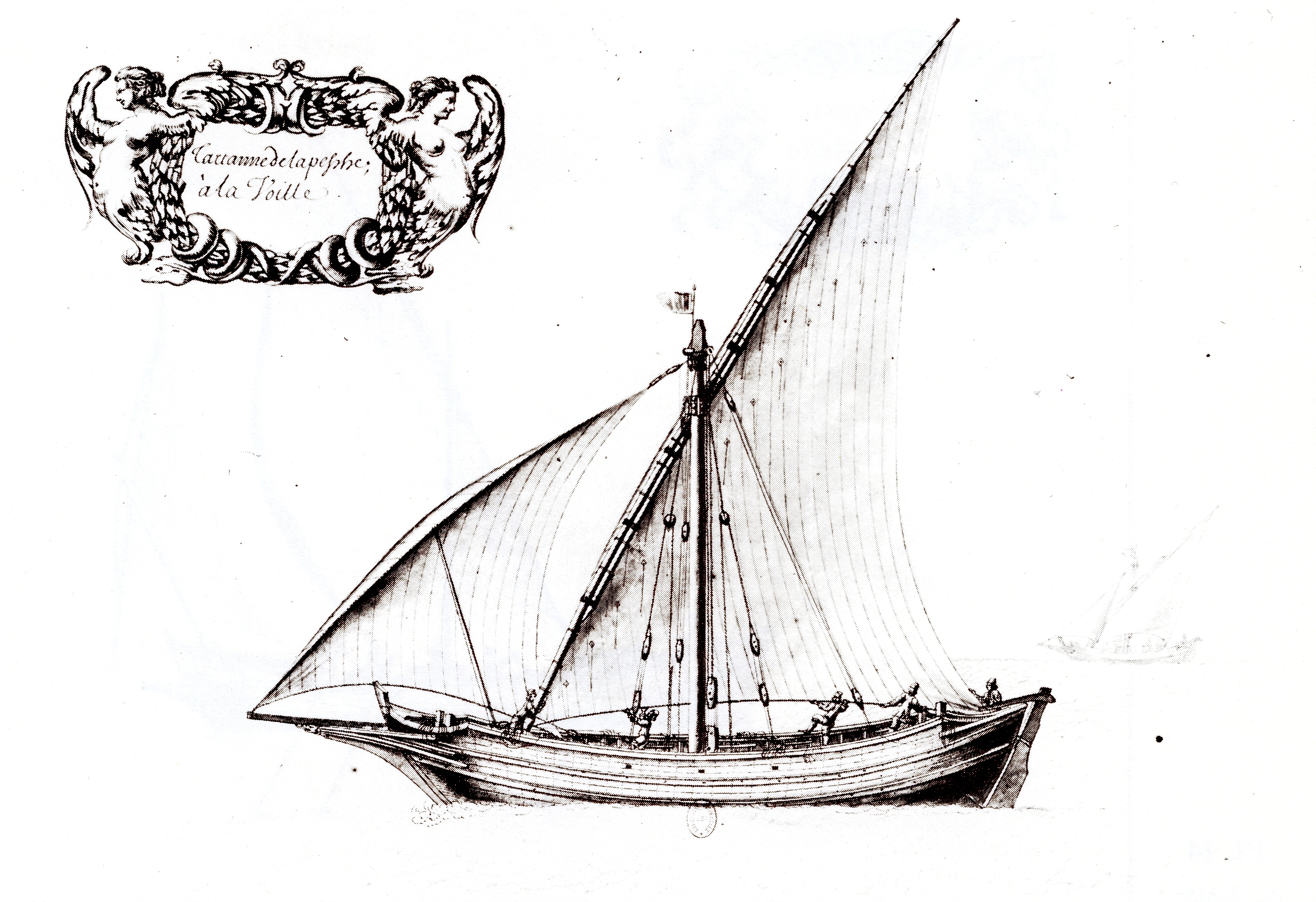
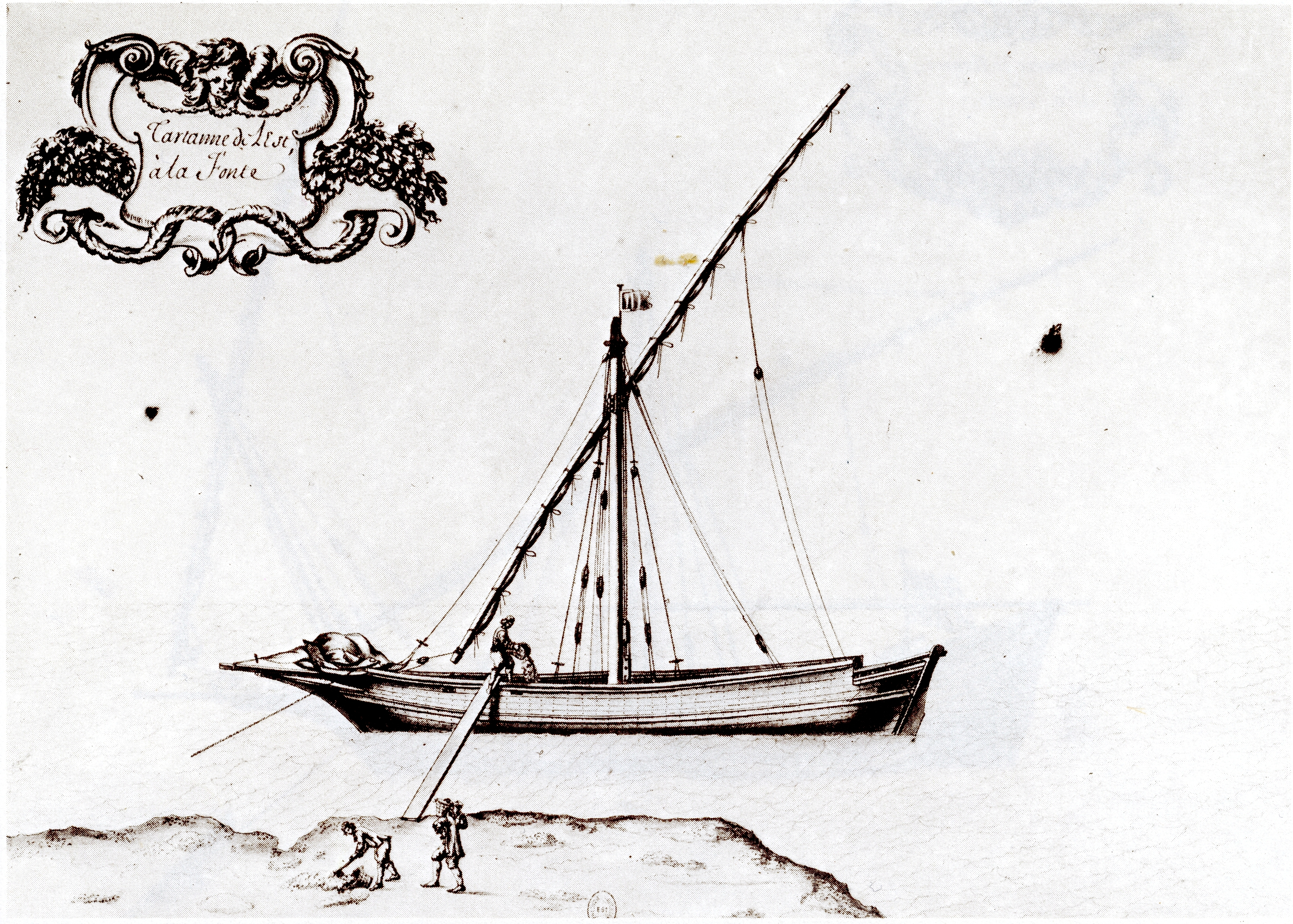
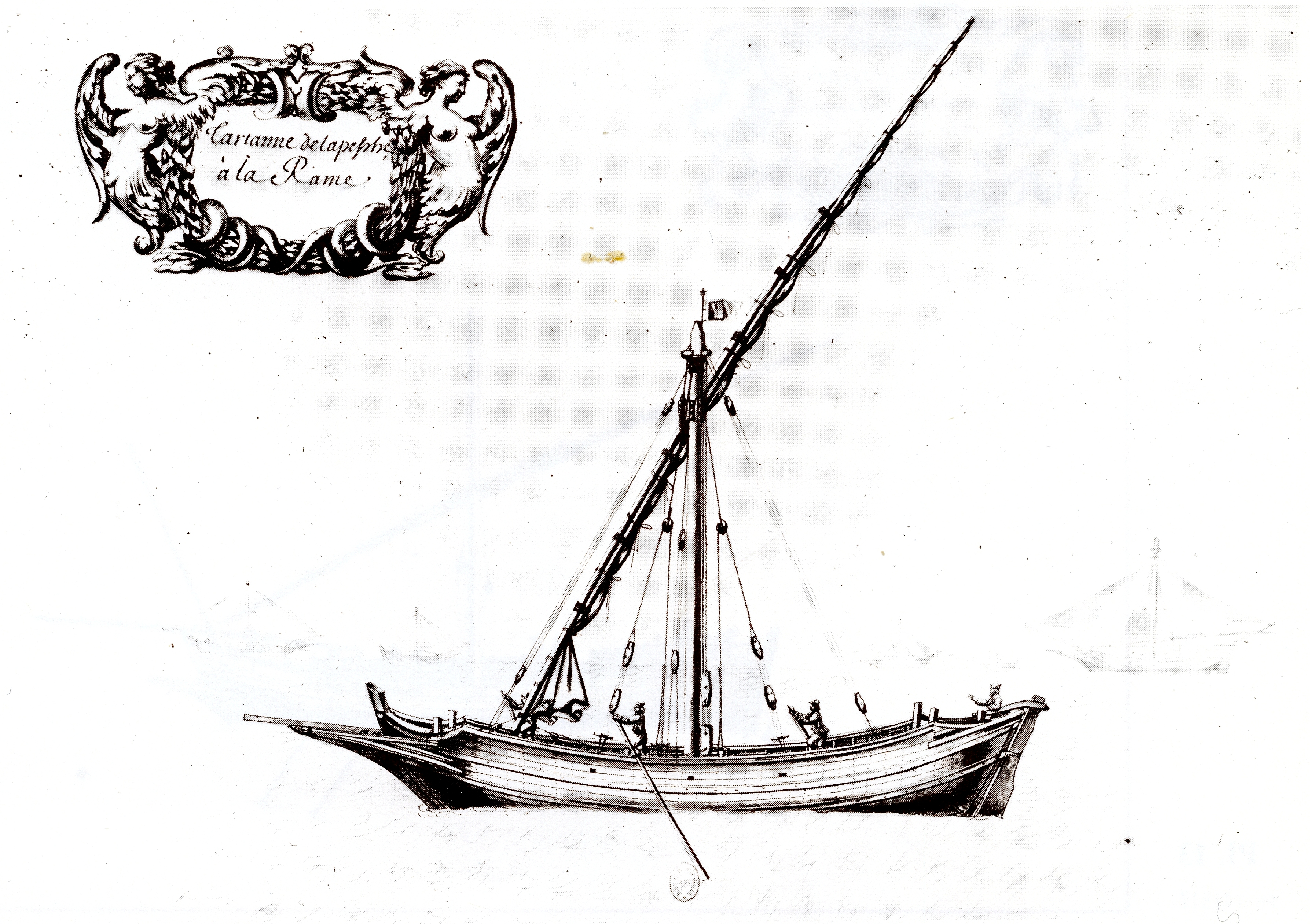

et deux images de tartanes avec deux mâts:

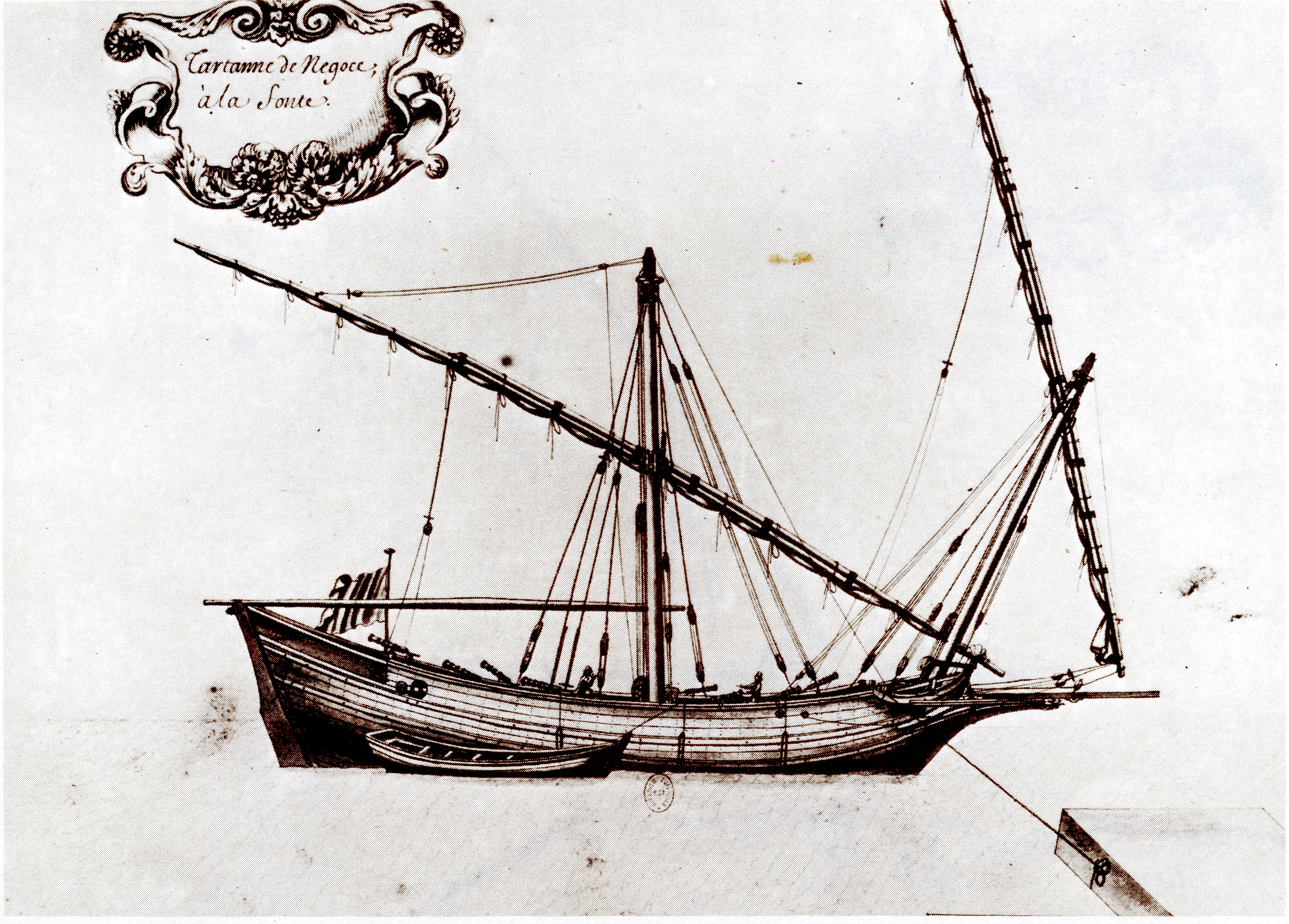
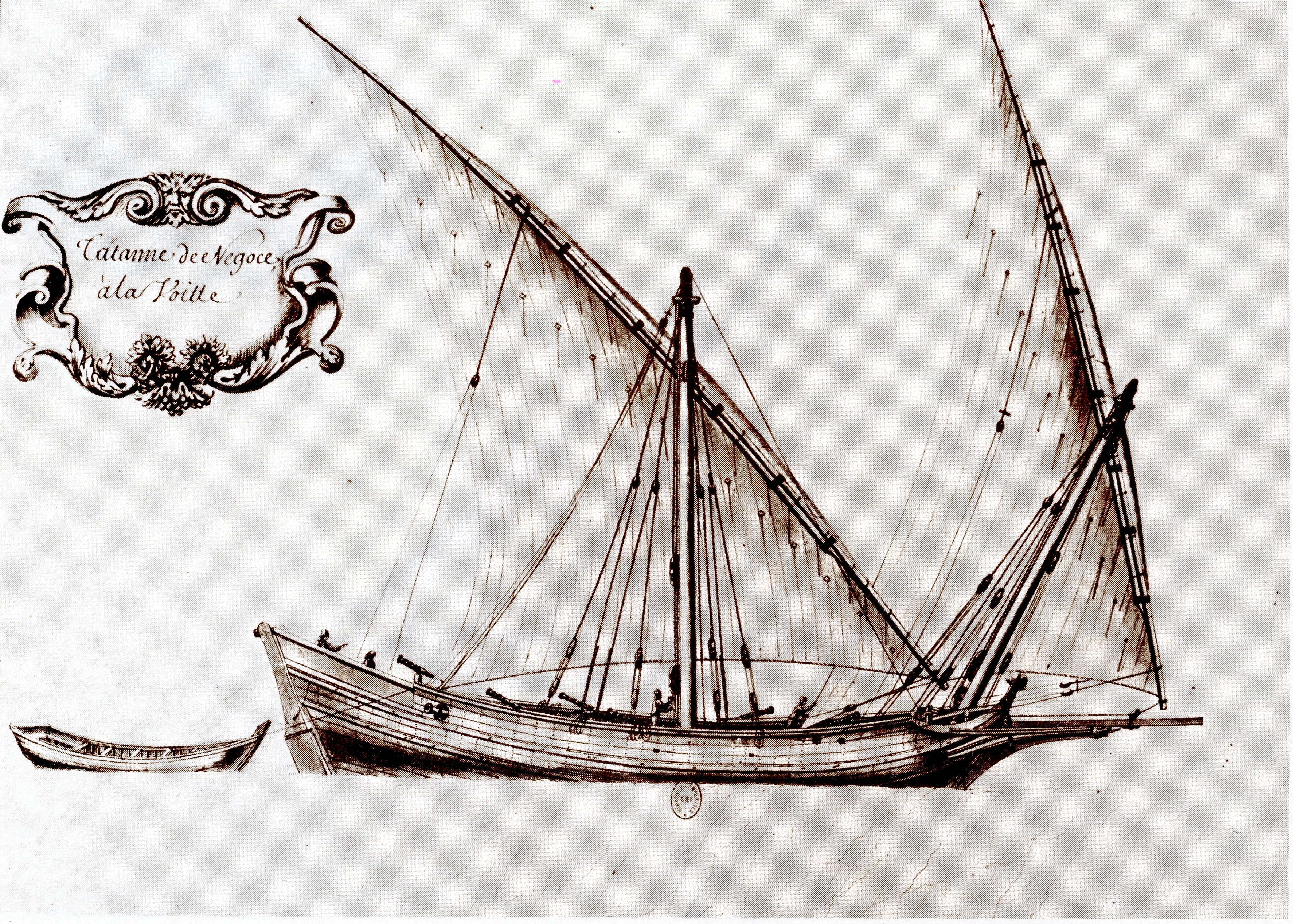

François-Edmond Pâris dans l'album «Souvenirs de marine conservés, ou Collection de plans de navires de guerre et de commerce et de bateaux divers de tous leur pays tracés pair leur constructeurs ou marins» de 1879 montre trois plans de Tartanes typiques :

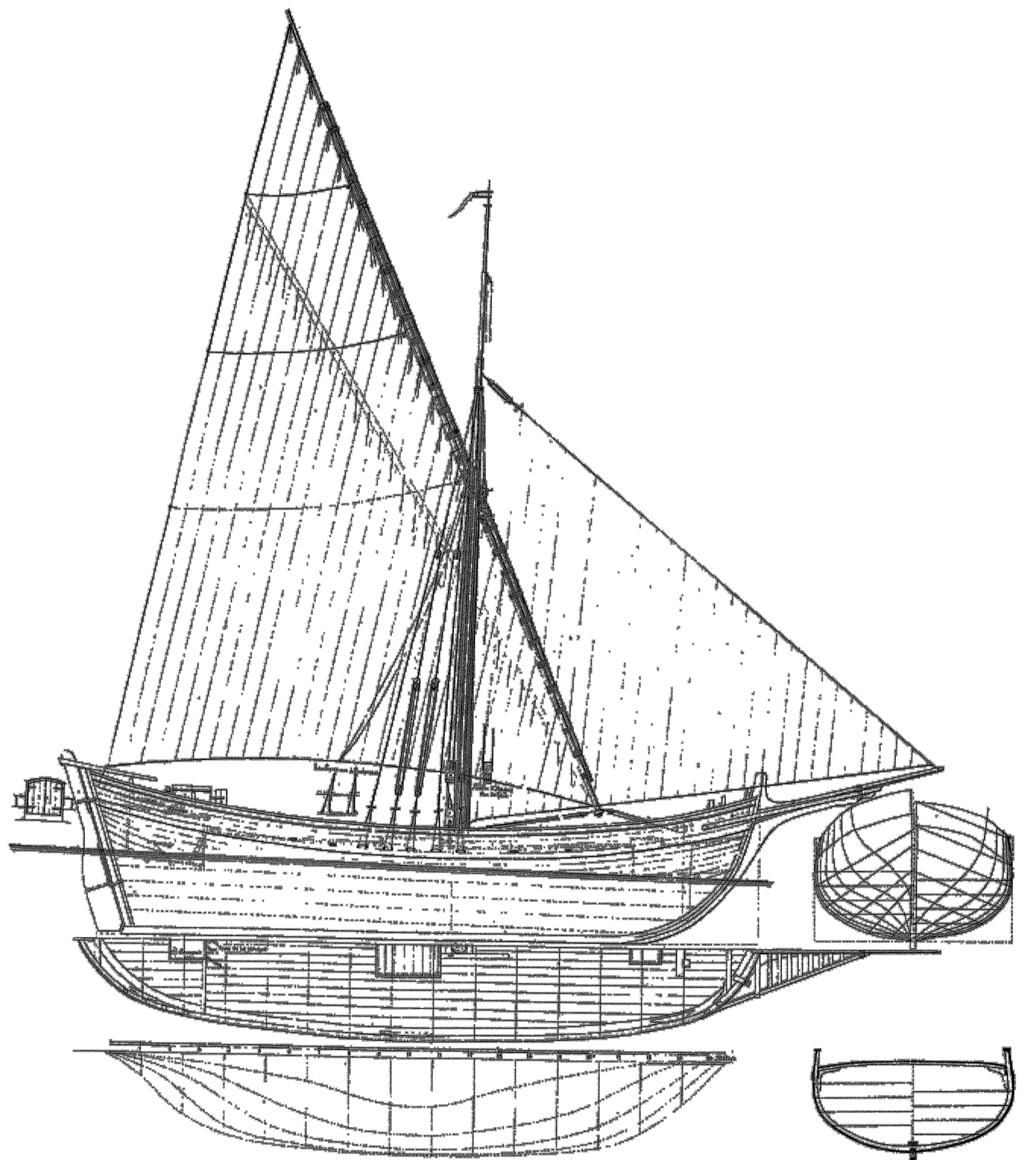
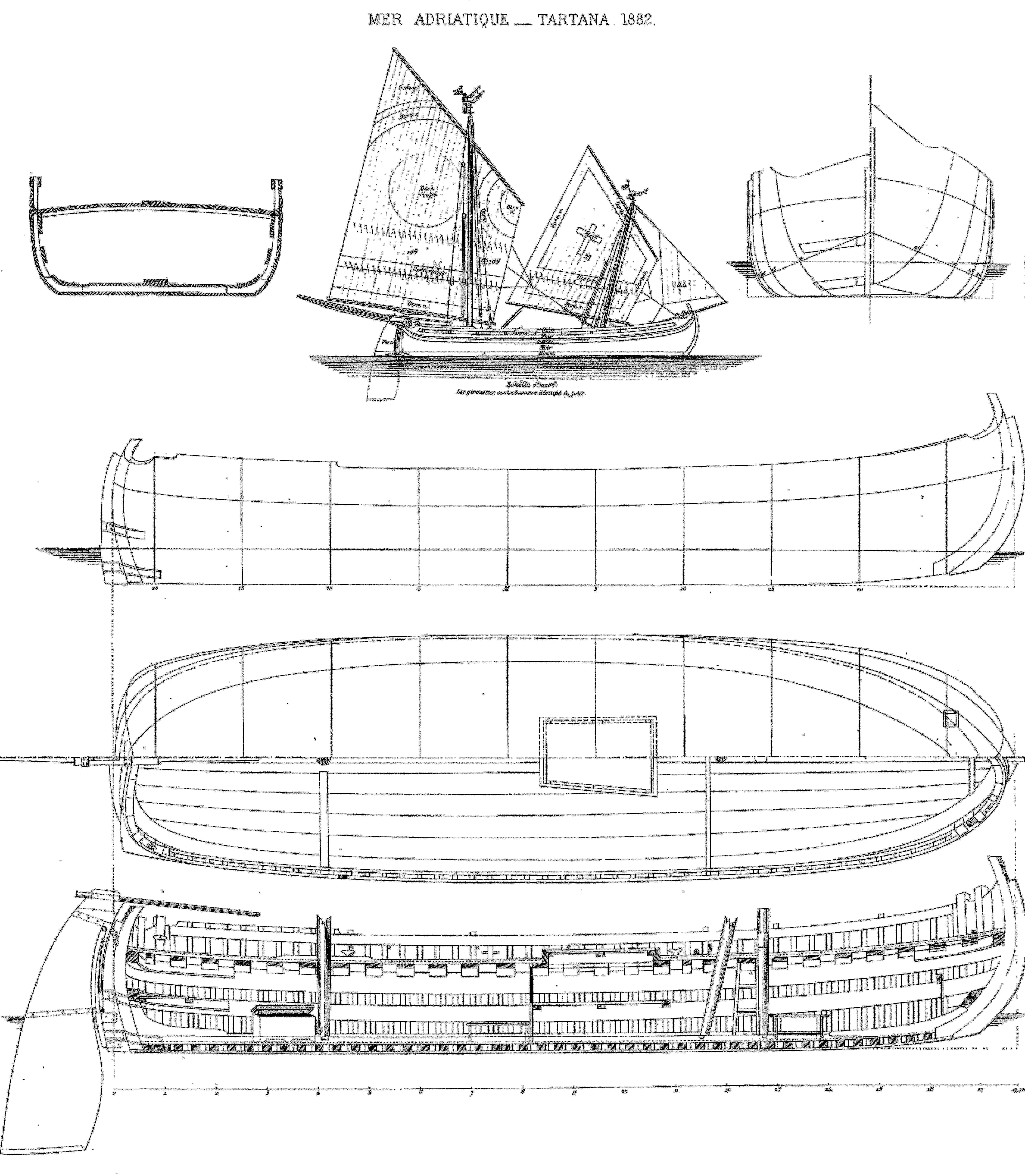
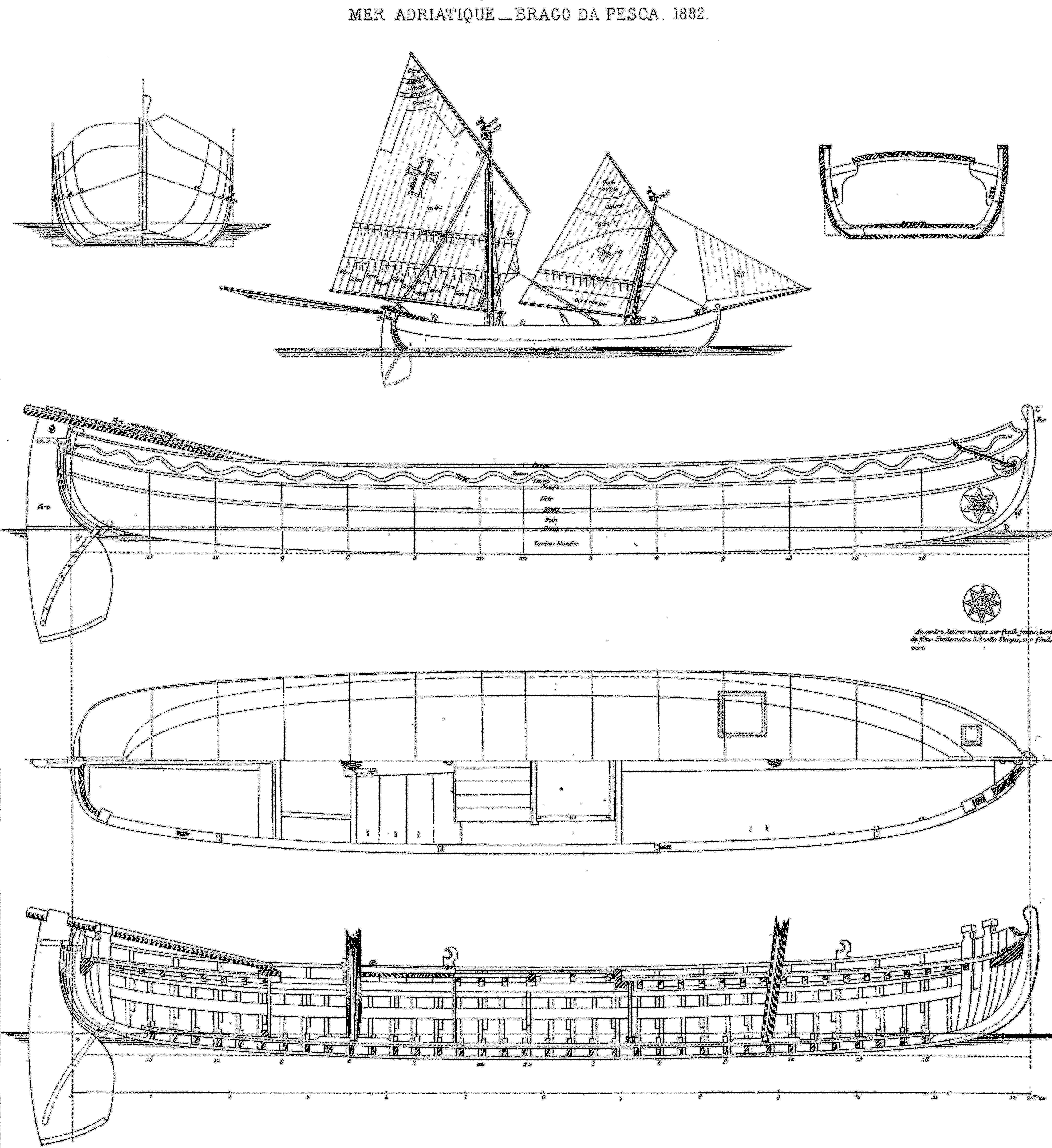

- Dans le premier dessin, on montre une tartane d'un unique mât, et si on la compare avec les images de Jouve, n'ont pas beaucoup changé en 200 ans.
- Dans les autres deux dessins avec rotulation: "Mer Adriatique - Tartane" et "Mer Adriatique - Braco donne pêche" - les deux bateaux ont le même gréement, (bien que la tartane "Braco donne pêche" elle a des lignes plus stylisées, comme la tartane typique)[N 2]. Pourtant, dans les deux dessins, l'équipe des voiles n'est pas celui typique de la Tartane, ressemblant plus à celui du "trabaccolo", fait duquel se peut conclure qu'en des différents moments et en des différentes régions, le concept de Tartane n'a pas été identifié toujours avec le même type de gréement.

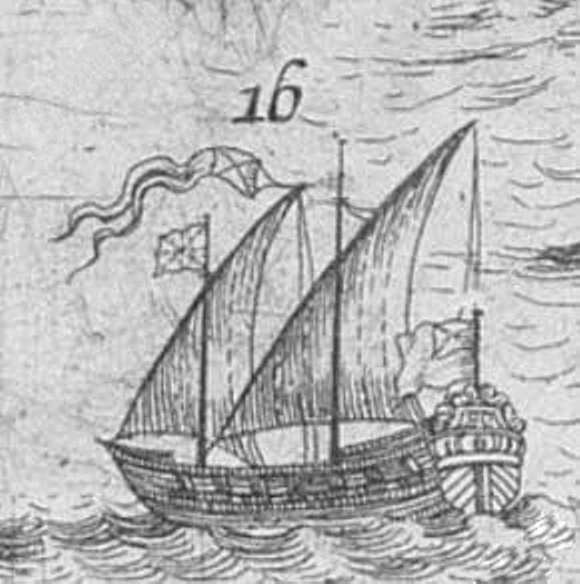
Tartane à deux mâts de la flotte de la Baltique (enregistré par Peter Pikart)

## Les tartanes de la flotte russe
Au début du siècle XVIII il y avait des tartanes en service dans la Marine russe. Deux tartanes ont été utilisés en mer Baltique et une en mer d'Azov. Il existe des estimations sur son adéquation et efficacité.
Aux XVIIe et XVIIIe siècles la Russie a cherché des nouveaux types de bateaux, -ceux qui pouvaient être plus efficaces pour les conditions spéciales qui existent en mer Baltique. Ainsi, le petit chantier naval de Selitsky dans la rivière Vóljov a pu bâtir en 1705 deux tartanes (de deux mâts et d'un mât), copie des tartanes construites en Méditerranée comme bateaux de reconnaissance et de transport.
La tartane à deux mâts bâtie à Selitsky avait une longueur de 65 pieds (19,81 m), une largeur de 17 pieds (5,18 m), et, à juger par l'enregistrement de Pierre Pikart, un gréement de deux mâts avec des voiles latines et sept canons par bande.

## La tartane dans la culture

### Dans les arts visuels
Jusqu'au milieu du XXe siècle, les tartanes étaient un type de bateau très commun dans la Méditerranée, c'est pourquoi ses images se trouvent souvent dans la peinture. Entre autres elles se trouvent représentées dans beaucoup d’œuvres de Paul Signac. En voici quelques-unes :

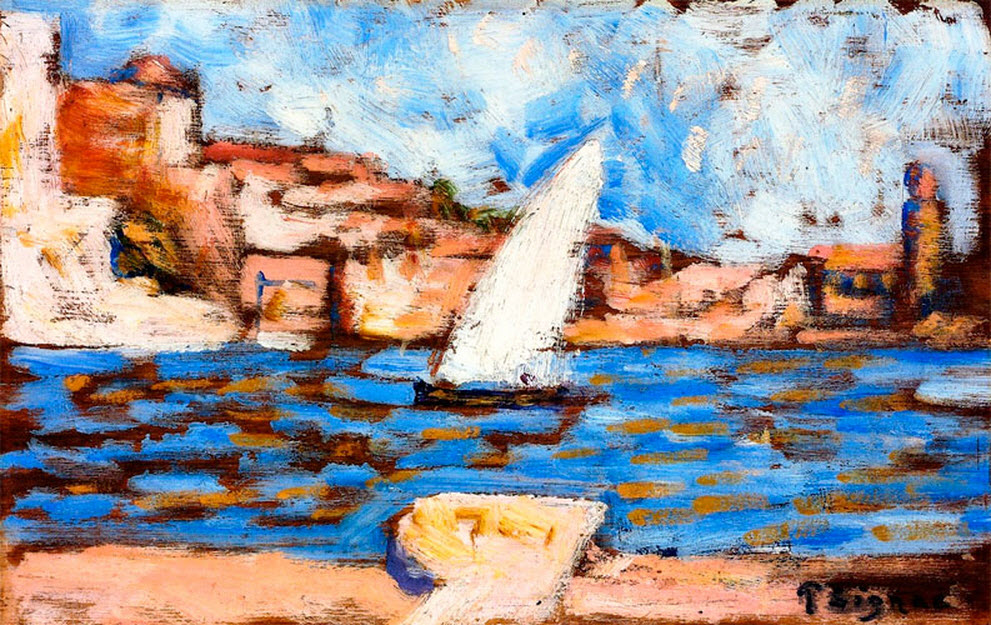
(Collioure, La Tartane). 1887
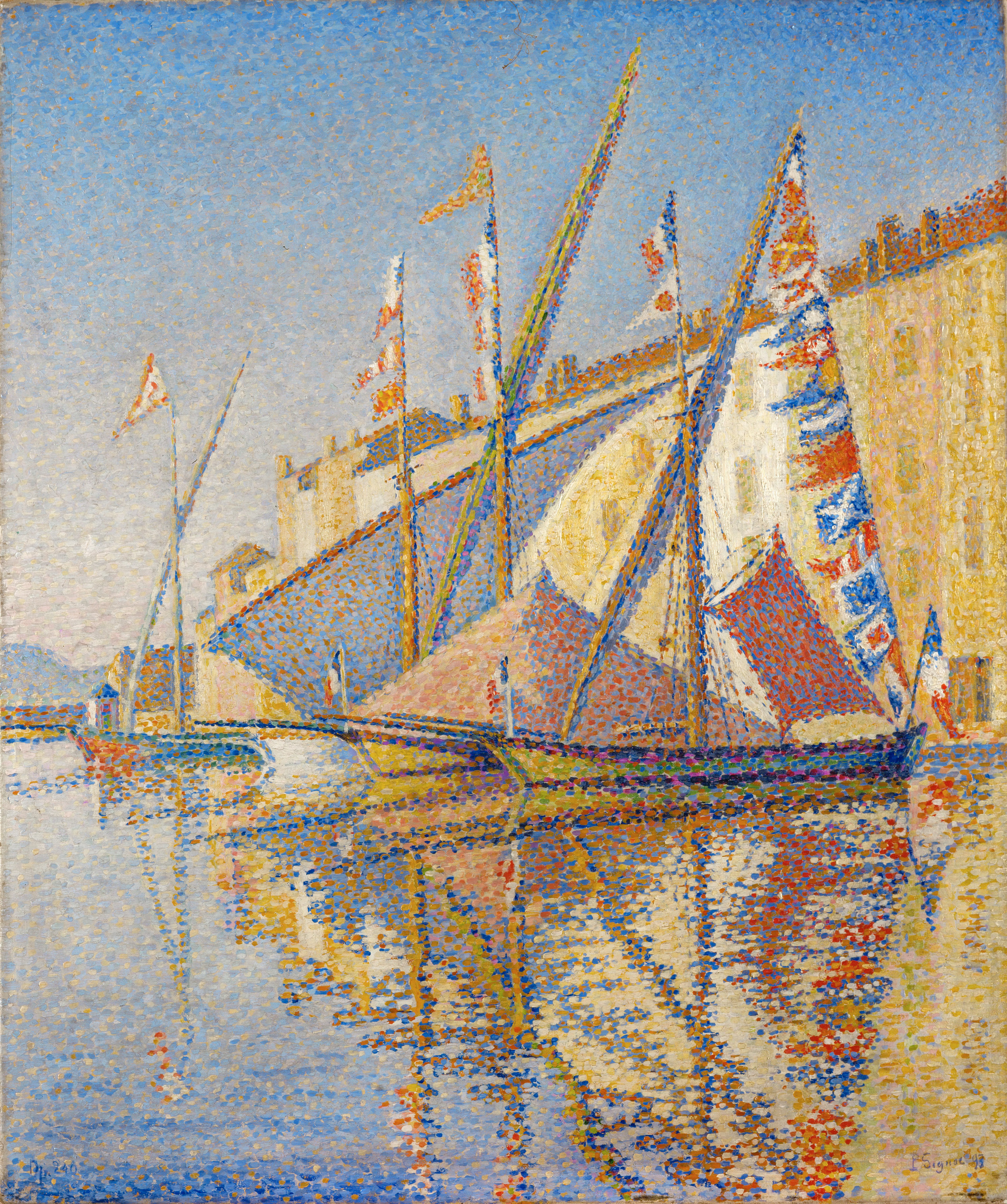
(Tartans with Flags). 1893
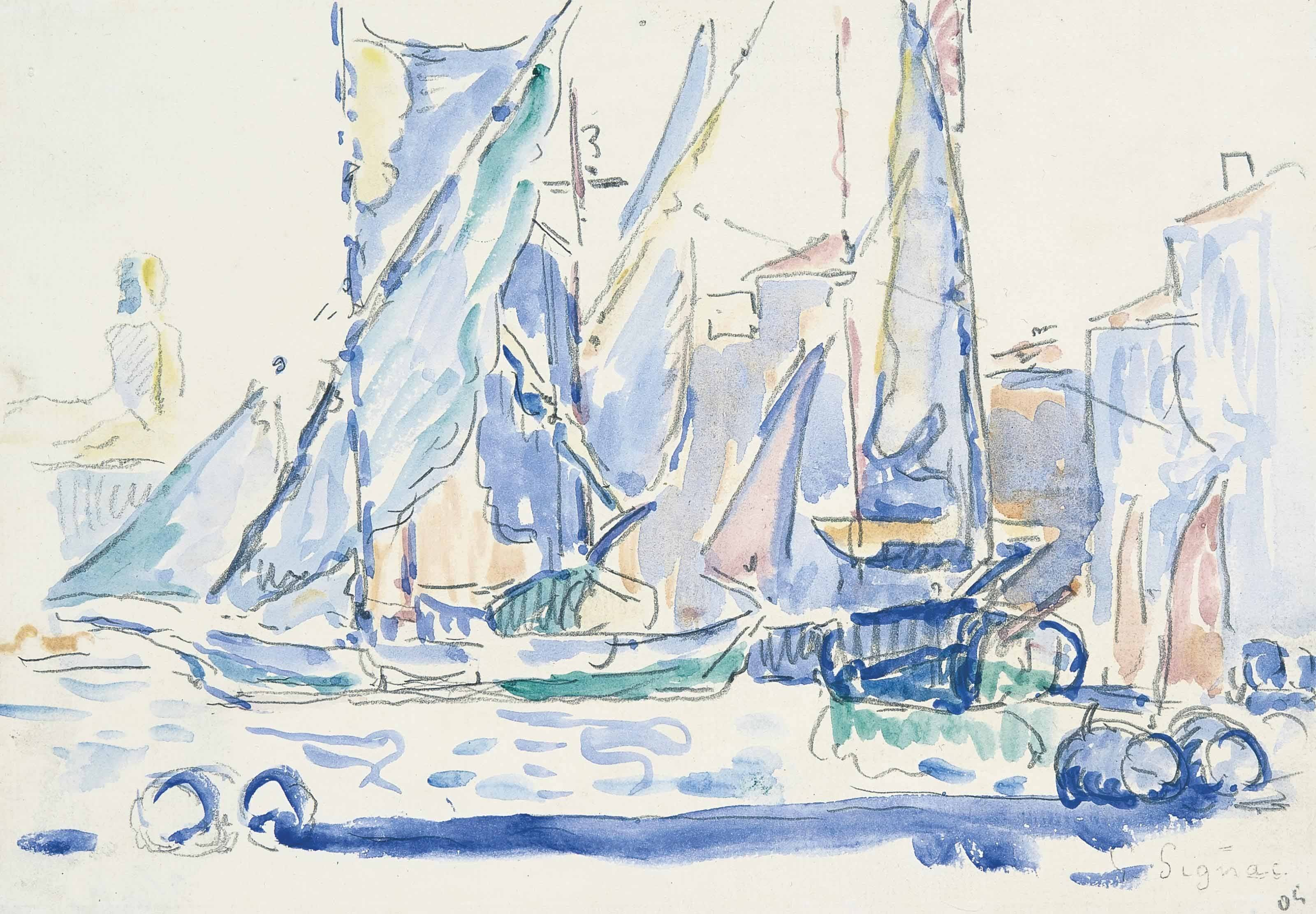
(Saint-Tropez, Tartans in the Port). 1905
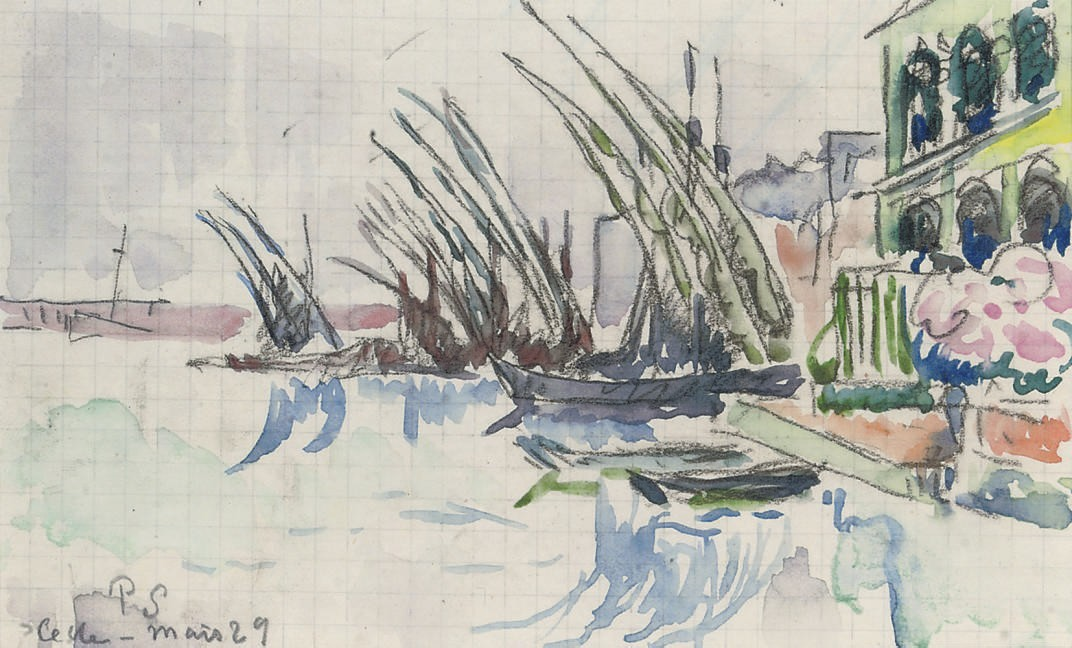
(Sete, Tartanes). 1929
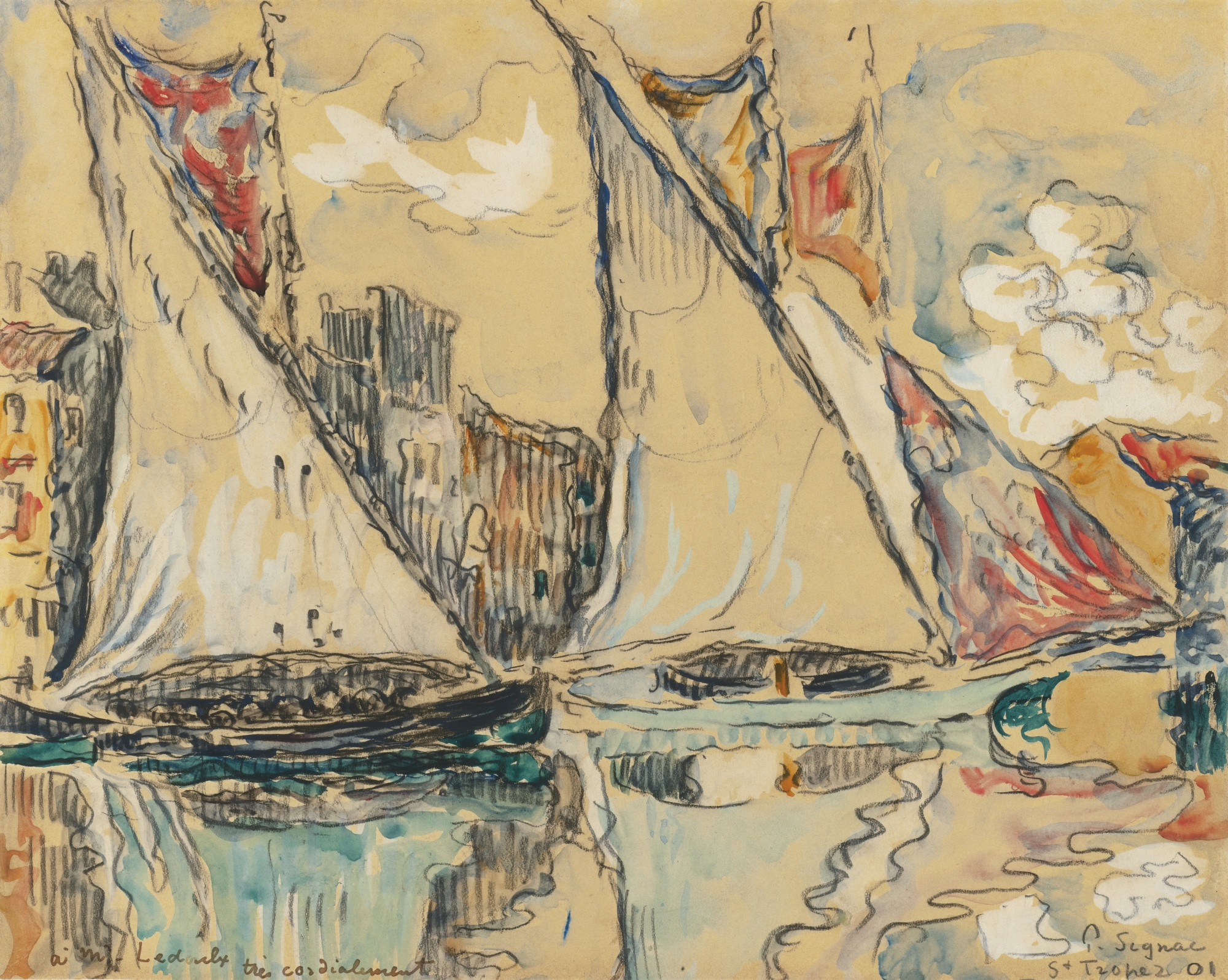
«Сан-Тропе. Парусные лодки на мелководье» (Saint-Tropez, Sailing Boats on the Shallow). 1901
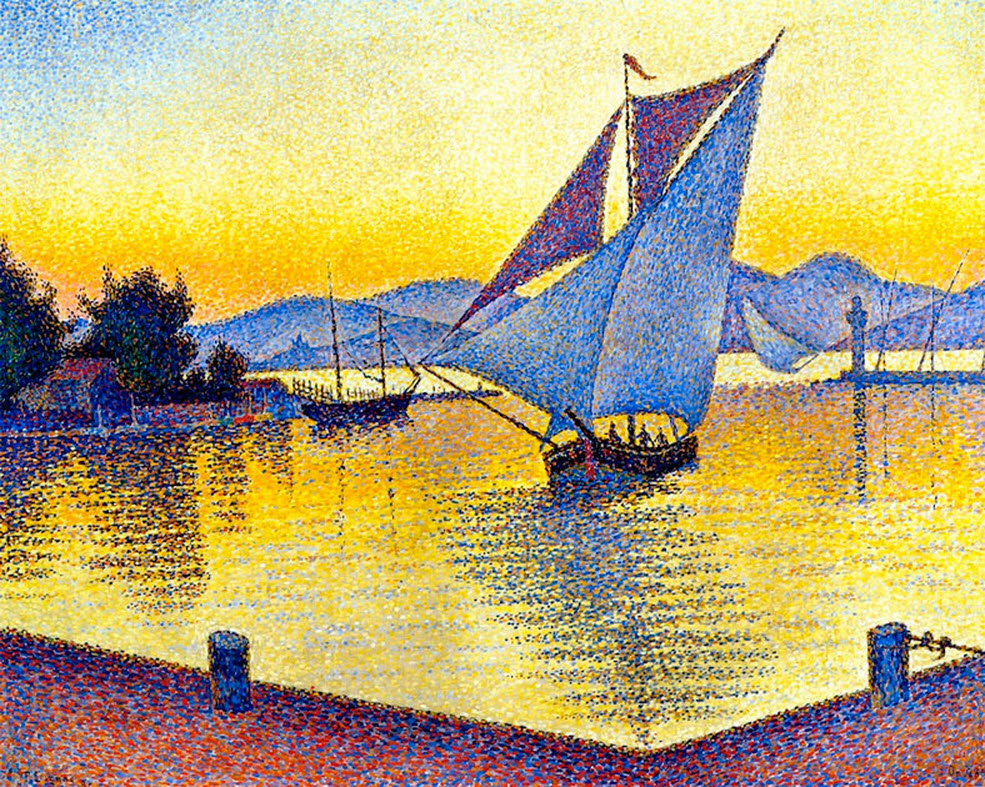
(The Port at Sunset. Saint-Tropez). 1892

Autres images de tartanes de quelques peintres de marines connus :

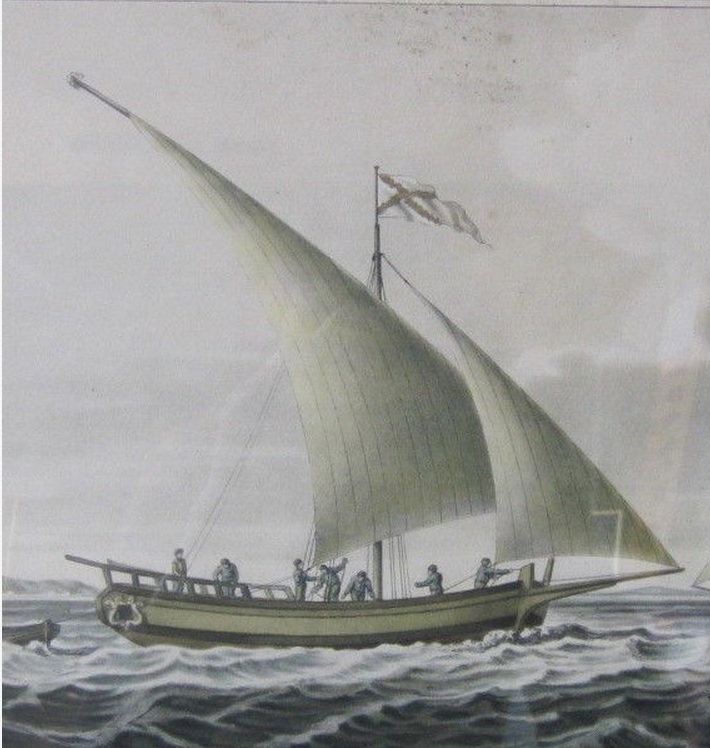
Dominic Serres "tartan amb vistes al Penyal de Gibraltar", fragment.1807.
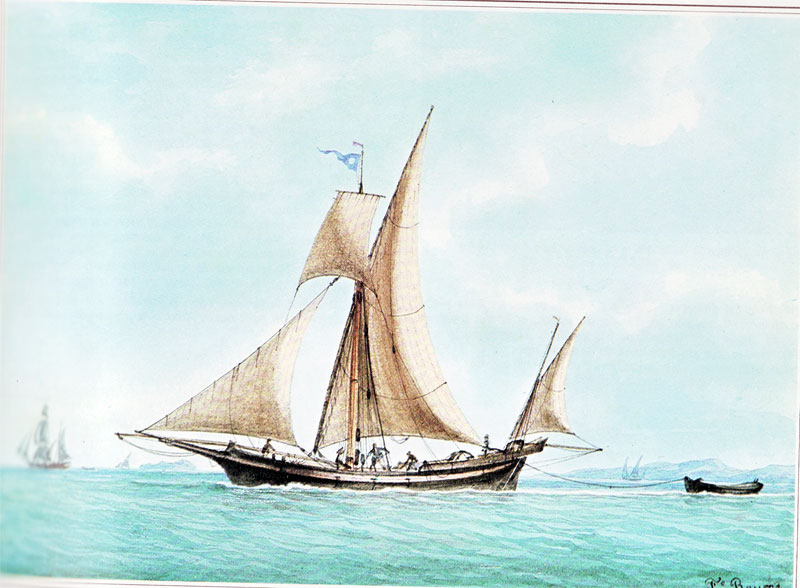
«L’Album De Marine Du Duc D’Orleans». 1827-1828
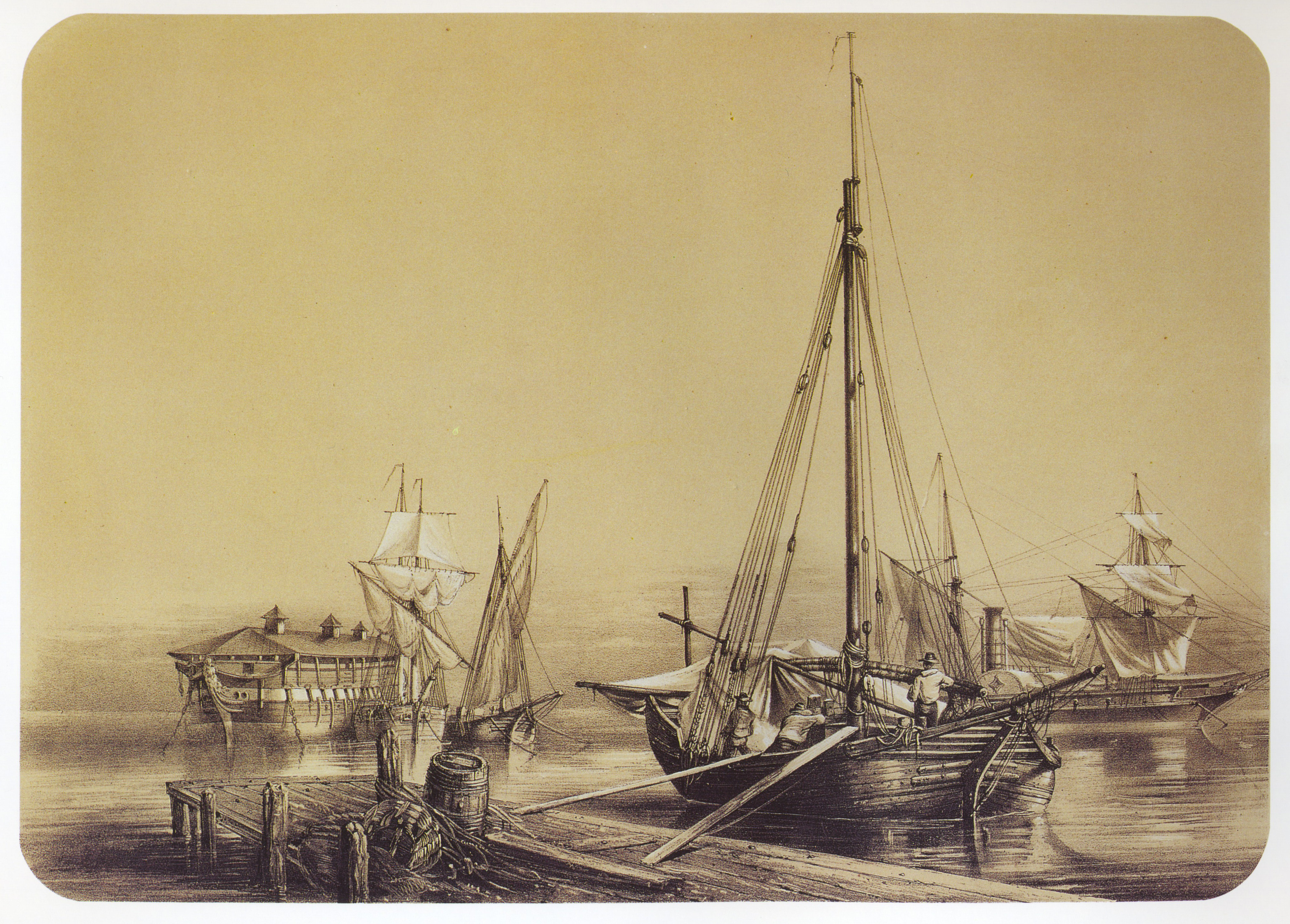
Louis Le Breton:Tartane à Toulon au xixe siècle

### Dans la littérature et la fiction
- Dans Le Comte de Monte Cristo d'Alexandre Dumas, une tartane de contrebandiers, La Jeune Amélie, recueille Edmond Dantés après sa fuite du château d'If.
- Dans le poème "Chanson de pirates", Victor Hugo utilise ce terme pour désigner le bateau des pirates.
- Le héros du récit Le Frère de la Côte de Joseph Conrad possède une tartane.